# Gray Glacier
Gray Glacier är en glaciär i Antarktis. Den ligger i Östantarktis. Australien gör anspråk på området. Gray Glacier ligger 968 meter över havet.
Terrängen runt Gray Glacier är huvudsakligen kuperad, men åt nordväst är den bergig. Trakten är obefolkad. Det finns inga samhällen i närheten. 